# Dark Messiah of Might and Magic
Dark Messiah of Might and Magic è un videogioco action RPG realizzato da Arkane Studios e distribuito da Ubisoft, pubblicato il 24 ottobre 2006. Il gioco sfrutta il motore creato dalla Valve Software, ossia il Source Engine.
Si tratta di uno spin-off della serie Heroes of Might and Magic, ma il mondo di Might and Magic (la famosa saga nata nel 1986) è quasi completamente assente: eccezion fatta per alcuni rari personaggi, la storia è completamente originale e a sé stante. Il gioco è stato reso disponibile nel 2008 su Xbox 360 con il titolo Dark Messiah of Might and Magic: Elements.

## Trama
Il prologo mostra un mago di nome Sar-Elam, il "Settimo drago", bandire i demoni in una prigione magica di fiamme eterne. Nel corso del gioco si viene a conoscenza di una profezia, secondo la quale un giorno un "messia oscuro" aprirà la prigione e permetterà ai demoni di tornare sulla terra.
Il giocatore impersona un ragazzo di nome Sareth, un orfano cresciuto dal mago Phenrig, il quale lo istruisce nelle arti magiche e nel combattimento. Dopo un tutorial, in cui Phenrig spedisce l'apprendista a recuperare un cristallo, il mago invia Sareth a Stonehelm, affinché aiuti un altro mago, Menelag, nella ricerca di un misterioso artefatto, il "teschio delle ombre", un relitto del Settimo drago. Per sostenere il protagonista, Phenrig evoca uno spirito dalle fattezze femminili, Xana, che entra in Sareth e nel corso del gioco comunicherà mentalmente con lui. Giunto a Stonehelm, il protagonista trova la città attaccata dai negromanti e si unisce alle guardie per combatterli. Grazie ad una balista, Sareth riesce ad abbattere un ciclope, sventando l'assalto nemico. Restaurata la pace, il protagonista fa la conoscenza di Leanna, nipote e apprendista di Menelag, che lo accompagna nel prosieguo del viaggio. I due fuggono di nuovo, quando i negromanti riattaccano e uccidono Menelag, e raggiungono un'isola, sulla quale, in una cripta sotterranea, è nascosto il teschio delle ombre. Proprio quando il protagonista riesce a trovare la reliquia, subentra Arantir, capo dei negromanti, che lo uccide e ruba il teschio magico.
Xana riporta in vita Sareth e lo dota di nuovi poteri demoniaci. Il protagonista parte alla volta del covo dei negromanti per fronteggiare Arantir. Ivi si trova prigioniera Leanna, che cercherà di convincere Sareth a recarsi in un tempio e disfarsi dei suoi poteri demoniaci e di Xana, visto che lei e Phenrig in realtà lo stanno soltanto manipolando. Come emerge da sogni e visioni infatti, Sareth è figlio del signore dei demoni, nonché l'oscuro messia che, secondo la profezia, libererà i demoni dalla loro prigione. Il giocatore può scegliere se liberare Leanna e darle ascolto oppure no.
Il protagonista fa ritorno a Stonehelm e in una necropoli sotto la città devastata fronteggia Arantir, lo uccide e si riprende il teschio delle ombre. Il giocatore può scegliere come utilizzare la reliquia, se liberare il padre dalla prigionia oppure sigillarlo per sempre.

## Modalità di gioco
Dark Messiah of Might & Magic è composto da 10 livelli, ognuno dei quali nasconde moltissime aree segrete contenenti oggetti rari e tesori. Il gioco può essere affrontato in diverse maniere grazie ai punti abilità che ci vengono elargiti via via che si completano gli obiettivi. Il giocatore ha la possibilità di diventare un guerriero, un mago o un ladro ma nulla vieta, nella versione PC, la specializzazione in tutti e tre i campi per avere un PG ibrido tuttofare. La versione console è dunque molto meno versatile.
Le armi con cui combattere si dividono in quattro categorie: spade, bastoni, pugnali e archi. Ognuna di esse ha differenti valori di danno e di blocco: ad esempio un bastone bloccherà meglio gli attacchi nemici di un pugnale, ma nelle varie aree di gioco si possono trovare degli scudi che hanno un valore molto alto di blocco.
Come nella migliore tradizione fantasy esistono anche armi incantate con svariati effetti aggiuntivi, come la rigenerazione della vita o spade infuocate, esiste perfino la possibilità di diventare demone nelle fasi più avanzate del gioco. Le magie permettono di congelare i nemici ma anche prenderli e lanciarli lontano, dargli fuoco o ridurli ad un decimo delle dimensioni per poi schiacciarli.
Grazie alla fisica avanzata è possibile afferrare gli oggetti trovati nei livelli, come ad esempio casse, e usarli come arma impropria da lanciare contro i nemici per abbatterli oppure spezzare corde che sostengono travi di legno per tendere imboscate.